# Erich Sturm
Erich Sturm (1941) è un ex sciatore alpino e allenatore di sci alpino austriaco.

## Biografia
Sciatore polivalente, Sturm debuttò in campo internazionale in occasione del Critérium de la première neige 1962 (Val-d'Isère, 12-16 dicembre), senza completare lo slalom speciale; nel 1967 partecipò ad alcune gare della stagione inaugurale della Coppa del Mondo: esordì il 6 gennaio a Berchtesgaden in slalom gigante classificandosi 20º e tale risultato sarebbe rimasto il migliore di Sturm nel massimo circuito, nel quale prese per l'ultima volta il via il 14 gennaio a Wengen in discesa libera (40º). Non prese parte a rassegne olimpiche o iridate; dopo il ritiro partecipò al circuito professionistico nordamericano e in seguito divenne allenatore: dal 1976 al 1980 seguì la nazionale femminile austriaca, e in particolare Annemarie Moser-Pröll, per passare poi a quella britannica.

## Palmarès

### Campionati austriaci
- 2 medaglie[1]:
  - 1 argento (discesa libera nel 1966)
  - 1 bronzo (combinata nel 1966)